# Ryan Murphy (simmare)
Ryan Murphy, född 2 juli 1995, är en amerikansk simmare.

## Karriär
Murphy vann sitt första VM-guld på långbana i Kazan 2015 när han ingick i laget som vann 4x100 meter medley.
Vid de olympiska simtävlingarna i Rio de Janeiro 2016 vann han dubbla guld på 100 och 200 meter ryggsim. Dessutom ingick han i det amerikanska lag som vann 4x100 meter medley. Vid olympiska sommarspelen 2020 i Tokyo tog Murphy silver på 200 meter ryggsim och brons på 100 meter ryggsim. Han var även en del av USA:s kapplag som tog guld på 4×100 meter medley och satte ett nytt världsrekord på tiden 3.26,78.
I juni 2022 vid VM i Budapest tog Murphy totalt fyra medaljer. Individuellt tog han guld på 200 meter ryggsim och silver på 100 meter ryggsim. Murphy var även en del av USA:s kapplag som tog silver på 4×100 meter medley samt erhöll ett guld efter att simmat försöksheatet på 4×100 meter mixed medley där USA sedermera tog medalj i finalen.
I december 2022 vid kortbane-VM i Melbourne tog Murphy totalt sex medaljer. Individuellt tog han guld på 50, 100 och 200 meter ryggsim och noterade ett nytt mästerskapsrekord på 100 meter ryggsim. Murphy var även en del av USA:s kapplag som tog guld och noterade nya världsrekord på 4×100 meter medley och 4×50 meter mixed medley samt som tog silver och noterade ett nytt rekord i Amerika på 4×50 meter medley.
I juli 2023 vid VM i Fukuoka tog Murphy guld på 100 meter ryggsim och silver på 200 meter ryggsim. Han var även en del av USA:s kapplag som tog guld och noterade ett nytt mästerskapsrekord på 4×100 meter medley samt tog brons på 4×100 meter mixed medley.

### Fotnoter
1. ↑  ”Ryan Murphy”. swimswam.com. swimswam.com. https://swimswam.com/bio/ryan-murphy/. Läst 28 juli 2017.
2. ↑  ”Men's 4x100m Medley Relay Kazan 2015”. Arkiverad från originalet den 23 januari 2016. https://web.archive.org/web/20160123180704/http://omegatiming.com/File/Download?id=00010F020000042F02FFFFFFFFFFFF02. Läst 27 juli 2017.
3. ↑  Olympic.org - Ryan Murphy
4. ↑  ”2020 Olympics: American Ryan Murphy takes silver in men’s 200M backstroke”. nypost.com. 29 juli 2021. https://nypost.com/2021/07/29/american-ryan-murphy-takes-silver-in-mens-200m-backstroke/. Läst 31 juli 2021.
5. ↑  ”US swimmer Ryan Murphy settles for bronze in men’s 100M backstroke”. nypost.com. 26 juli 2021. https://nypost.com/2021/07/26/ryan-murphy-settles-for-bronze-in-mens-100m-backstroke/. Läst 31 juli 2021.
6. ↑  ”U.S. breaks world record for medley relay gold, Dressel's fifth”. nbcolympics.com. 31 juli 2021. https://www.nbcolympics.com/news/us-breaks-world-record-medley-relay-gold-dressels-fifth. Läst 21 juni 2022.
7. ↑  ”World Championships: Ryan Murphy Claims 200 Back For First Individual World Title; Eyes Russian Ban”. swimmingworldmagazine.com. 23 juni 2022. https://www.swimmingworldmagazine.com/news/world-championships-ryan-murphy-claims-200-back-world-title-for-first-time-greenbank-casas-on-rostrum/. Läst 8 december 2022.
8. ↑  ”Katie Ledecky earns gold for record 20th swim worlds medal; Regan Smith wins backstroke”. nbcsports.com. 20 juni 2022. https://olympics.nbcsports.com/2022/06/20/katie-ledecky-swimming-world-championships-medals-1500-freestyle/. Läst 21 juni 2022.
9. ↑  ”U.S. Swimmers Add Eight More Medals To Set All-Time Record At The World Championships”. teamusa.org. 25 juni 2022. https://www.teamusa.org/News/2022/June/25/US-Swimmers-Add-Eight-More-Medals-To-Set-AllTime-Record-At-The-World-Championships. Läst 8 december 2022.
10. ↑  ”2022 World Aquatics Championships – 4 × 100 metre mixed medley relay – Heats results” (PDF). omegatiming.com. 21 juni 2022. https://www.omegatiming.com/File/00011700000305F70101FFFFFFFFFF01.pdf. Läst 21 juni 2022.
11. ↑  ”2022 World Aquatics Championships – 4 × 100 metre mixed medley relay – Final results” (PDF). omegatiming.com. 21 juni 2022. https://www.omegatiming.com/File/00011700000305F70104FFFFFFFFFF01.pdf. Läst 21 juni 2022.
12. ↑  ”World Championships, Day Four Finals: US Olympic Champion Ryan Murphy Wins 50 Metre Backstroke Gold After False Start Fiasco”. swimmingworldmagazine.com. 16 december 2022. https://www.swimmingworldmagazine.com/news/world-championships-day-4-mens-events-us-olympic-champion-ryan-murphy-wins-50-metre-backstroke-gold-after-false-start-fiasco/. Läst 26 december 2022.
13. ↑  ”World Championships, Day Two Finals: Ryan Murphy Shakes The World Record With Emphatic 100m Backstroke Gold”. swimmingworldmagazine.com. 14 december 2022. https://www.swimmingworldmagazine.com/news/world-championships-day-two-ryan-murphy-shakes-the-world-record-with-emphatic-100m-backstroke-gold/. Läst 26 december 2022.
14. ↑  ”World Championships, Day Six Men’s Finals: Ryan Murphy Headlines Gold-Silver For Team USA In 200 Backstroke With Shaine Casas”. swimmingworldmagazine.com. 18 december 2022. https://www.swimmingworldmagazine.com/news/world-championships-day-six-mens-finals-ryan-murphy-headlines-gold-silver-for-team-usa-in-200-backstroke-with-shaine-casas/. Läst 26 december 2022.
15. ↑  ”FLASH! World Championships, Day Six Men’s Finals: Australia And USA Dead-Heat For Gold In 4×100 Medley Relay; Lower 2009 WR”. swimmingworldmagazine.com. 18 december 2022. https://www.swimmingworldmagazine.com/news/flash-world-championships-day-six-mens-finals-australia-and-usa-dead-heat-for-gold-in-4x100-medley-relay-lower-2009-wr/. Läst 26 december 2022.
16. ↑  ”FLASH! United States Demolishes World Record In Mixed 4×50 Medley Relay; European Mark For Italy”. swimmingworldmagazine.com. 14 december 2022. https://www.swimmingworldmagazine.com/news/flash-united-states-demolish-world-record-in-mixed-4x50m-medley-relay/. Läst 26 december 2022.
17. ↑  ”FLASH! World Championships, Day Five Men’s Finals: Italy Smashes World Record in 200 Medley Relay”. swimmingworldmagazine.com. 17 december 2022. https://www.swimmingworldmagazine.com/news/flash-world-championships-day-five-mens-finals-italy-smashes-world-record-in-200-medley-relay/. Läst 26 december 2022.
18. ↑  ”World Championships, Day Three Finals: Ryan Murphy’s Express Finish Gives Him Long-Awaited Gold in 100 Back”. swimmingworldmagazine.com. 25 juli 2023. https://www.swimmingworldmagazine.com/news/world-championships-day-three-finals-ryan-murphys-express-finish-gives-him-long-awaited-gold-in-100-back/. Läst 18 januari 2024.
19. ↑  ”World Championships, Day Six Finals: Hubert Kos Gets His Time to Shine With Gold in 200 Backstroke”. swimmingworldmagazine.com. 28 juli 2023. https://www.swimmingworldmagazine.com/news/world-championships-day-six-finals-hubert-kos-gets-his-time-to-shine-with-gold-in-200-backstroke/. Läst 18 januari 2024.
20. ↑  ”Cal Trio Wins Gold In 4x100 Medley Relay”. calbears.com. 30 juli 2023. https://calbears.com/news/2023/7/30/mens-swimming-diving-cal-trio-wins-gold-in-4x100-medley-relay.aspx. Läst 18 januari 2024.
21. ↑  ”Two American Records, Three Medals on Night Four at World Aquatics Championships”. usaswimming.org. 26 juli 2023. https://www.usaswimming.org/news/2023/07/26/two-american-records-three-medals-on-night-four-at-world-aquatics-championships. Läst 18 januari 2024.